# 言い出しっぺの法則
言い出しっぺの法則（いいだしっぺのほうそく）とは、最初に提案した人間が実行するべきであるという理念。ある人物が何か必要なものを考えたとき、他人に提案して任せるよりも自分で率先して開始するべきであるという理念を指す。最初に提案した人間（言い出しっぺ）が往々にしてそのプロジェクト等の担当者・責任者にされがちである、という経験則から転じたものである。法学者の白田秀彰によって定義された。
従来のメディアや産業は、送信者（書き手・作り手）と受信者（読み手・受け取り手）という非対称な関係にあったが、インターネット上の世界では、誰しもが送信者であり受信者たりえる対称な存在である。白田秀彰は、この違いがもたらす文化を「言い出しっぺの法則」として紹介した。
俗にいう「先ず隗より始めよ」(故事成語としての本来の意味とは違うが)に当たる。
この弊害として、会議などで提案や発言する人がいなくなってしまう場合がある。